# Мариана-Виктория Бурбон-Испанска
Вижте пояснителната страница за други личности с името Виктория.
Мариана-Виктория де Бурбон (на испански: Mariana Victoria de Borbon; на португалски: Maria Ana Vitória de Bourbon, 31 март 1718 – 15 януари 1781) е испанска инфанта и кралица на Португалия и Алгарв – съпруга на португалския крал Жозе I.

## Произход
Мариана-Виктория е родена на 31 март 1718 в кралския дворец в Мадрид. Дъщеря е на испанския крал Филип V от втората му съпруга Елизабет Фернезе.

## Годеж с Луи XV
През 1721 г. инфанта Мариана е сгодена за първия си братовчед – френския крал Луи XV. Годежът е уреден от орлеанския херцог Филип II, който по това време е регент на непълнолетния Луи XV. Годежът на испанската инфанта и френския крал е част от по-мащабния замисъл на френския регент, чиито планове вклюват династични бракове между двамата братя на инфантата – Луис и Карлос, и дъщерите на френския регент – Луиза-Елизабет Орлеанска и Филипина Орлеанска. Инфанта Мариана пристига в Париж на 2 март същата година. По време на престоя си във френската столица Мариана Виктория живее заедно с годеника си в Лувъра. Във Франция името на испанската инфанта е променено на Мари-Ан Виктоар дьо Бурбон. Принцесата става доста популярна във френския двор където придворните я наричат "детето кралица" Не е такова отношението към нея от страна на годеника ѝ.  поради което след смъртта на Филип II Орлеански годежът на краля е развален и Мариана-Виктория е върната обратно в Мадрид.
Връщането на инфантата в Испания предизвиква дипломатически скандал между Испания и Франция. Скоро след това обидените испанци сключват антифренски съюз с Австрия (Договор от Виена, 1725), докато французите се ориентират към съглашение с Англия.

## Принцеса на Бразилия
През 1727 г. инфанта Мариана-Виктория е сгодена за португалския престолонаследник Жозе – принца на Бразилия. Двамата се женят на 19 януари 1729 г. в Елваш, Португалия. В деня на сватбата си Мариана-Виктория получава титлата принцеса на Бразилия, която носи в продължение на 21 години. През това време се раждат и четирите им дъщери:
- Мария Франсишка Исабел Хосефа Антония Гертрудеш Риа Жуана Португалска (1734 – 1816)
- Мариана Франсишка Хосефа Рита Жуана Португалска (1736 – 1813)
- Мария Франсишка Доротея Португалска (1739 – 1771)
- Бенедита Ана Исабела Антония Луренса Инасия Тереса Гертрудеш Рита Жуана Роса Португалска (1746 – 1829)

## Кралица на Португалия
След смъртта на португалския крал Жуау V Мариана-Виктория и съпругът ѝ стават владетели на огромната Португалска империя. Изключително сериозна жена, Мариана Виктория възприема независимостта и силната воля на съпруга си. Въпреки че Жозе не е верен на съпругата си, тя не се страхува да говори открито за това на публични места. Освен това Мариана-Виктория се оказва голям почитател на музиката и лова.
След силното Лисабонско земетресение от 1755, отнело живота на около 100 хиляди души, съпругът на Мариана-Виктория развива клаустрофобия и се оказва неспособен да живее в масивни сгради. Той премества кралския двор в обширен комплекс от палатки на хълмовете Ажуда. По това време властта фактически се оказва в ръцете на маркиз Помбал.
Мариана-Виктория се намесва и в събитията около аферата Тавора, когато вината за един неуспешен опит за убийството на съпруга ѝ е хвърлена върху семейство Тавора. Маркиз Помбал урежда екзекуцията на цялото семейство и най-близките му роднини и само намесата на кралицата и дъщеря ѝ спасяват от смърт жените и децата от фамилията Тавора.
През 1774 г. съпругът на Мариана-Виктория е обявен за неспособен да управлява сам и кралицата става негов регент. Този пост Мариана-Виктория запазва до смъртта на Жозе I през 1777 г. След смъртта на краля на престола се възкачва най-възрастната дъщеря на Мариана-Виктория Мария I, върху която Мариана-Виктория упражнява силно влияние.

## Следващи години
През цялото време Мариана-Виктория поддържа активна кореспонденция с испанските си роднини. През октомври 1777 г. тя се завръща в родината си, гостувайки повече от година на брат си крал Карлос III. През това време тя живее в Аранхуес, където се опитва да уреди династични бракове между внуците си и племенниците си. Плод на усилията ѝ са браковете между испанския инфант Габриел и внучка ѝ – инфанта Мариана-Витория, и между испанската инфанта Карлота-Хоакина и бъдещия португалски крал Жуау VI.
Мариана-Виктория умира на 15 януари 1781 г. в Реал Барака де Ажуда (Кралската палатка), Лисабон.